# Loftahammar
Loftahammar – miejscowość (tätort) w Szwecji, w regionie administracyjnym (län) Kalmar, w gminie Västervik.
Według danych Szwedzkiego Urzędu Statystycznego liczba ludności wyniosła: 435 (31 grudnia 2015), 427 (31 grudnia 2018) i 419 (31 grudnia 2019).